# 聖鍵遣いの命題
『聖鍵遣いの命題』（せいけんつかいのプロポジション）は、2016年5月27日にUnicoЯnより発売されたPC用18禁恋愛アドベンチャーゲーム。

## あらすじ
あらゆる国家が統合して生まれた統一連邦には、大昔から「返境国リーズの王ハロルドが、旧文明・ミストリアの遺産である『宙の遺産』をもって世界を一つにした」という伝説があった。その「宙の遺産」は「聖鍵」によって封じられたものの、400年経っても所在はわからぬままだった。ある日、管理局の捜査官スピアーノ・グランセルは悪名高き幻獣神（ノートリアス・ヴァイアラン）を自称するハルトという少年を保護した。スピアーノはハルトの生活能力のなさに呆れ、自身が学長を務める遺跡調査員「オーバーランサー」の育成アカデミーに放り込む。ところが彼はまじめに授業を受けようとしなかったことに加え、アルバイト先でも問題を起こしてしまい、ついにはスピアーノに対する多額の借金をしてしまう。借金返済のため補習授業を受けようとしたハルトの耳に、補修試験が行われる閉鎖遺跡に「宙の遺産」があるという噂が入る。

## 登場人物
ハルト・グランセル
上から目線で高圧的に接するが甲斐性なし。
アキナ・アキツキ
声 - 葉桜ゆき音
どこにでもいるような女の子で明るくて可愛いものを好む。
エリーゼ・フォン・リヒトホーフェン
声 - 美咲桃子
気位が高い貴族の三女。
狼 鈴華 （らん りんふぁ）
声 - 早瀬ゃょぃ
とても活動的で性格も子供っぽいが実際には周りの子よりも年上。
アリーシャ・ハモンド
声 - 小鳥居夕花
物静かだが、実はなかなか悩ましい身体つきをしている女の子。
セレーネ・グランセル
声 - 藤咲ウサ
ぼんやりした性格をした少女。動物によくなつかれるため、スピアーノから飼っている動物の世話を任されている。
サキ・アイハラ
声 - くすはらゆい
とてもまじめでこっそりライトノベル（恋愛モノ）を執筆している。
スピアーノ・グランセル
声 - 在原ほたる
アカデミーの学長で管理局に勤める。
ディオゲネス
イタズラ好きで神出鬼没の謎の少女。
ローラ・アステリア
声 - 沢澤砂羽
聖女教会でアルバイトをしている。
ミリアリーノ・ミルト
声 - 結城ほのか
料理は美味いがやたら接客態度が悪い店員。
ユリア・ルーティ
声 - 笹本和音
のんびりした雰囲気の学生。
リネット・リーア
声 - 上田朱音
近所でも評判の美少女。
アッシュ・ブランフォード
声 - 風祭鉄平
サキに付き従っている秘書。
カイルガム・ナッシュビル
声 - Lee
先史文明 中央情報管理局・本部捜査課の捜査官。
シュウ
声 - 手塚りょうこ
イタズラとおっぱいが大好き。
クゥ
声 - 秋野花
リネットと共に暮らす孤児でいつもおどおどしている。
リム
声 - 橘まお
リネットと共に暮らす孤児でおませで色恋沙汰に首を突っ込みたがる。
ゼクス
謎の人物

## スタッフ
- キャラクターデザイン・原画 - 結月かりん、こなた
- シナリオ・ディレクター -  松下紗知[1]
- 音楽 - milktub

## 制作
本作は松下紗知が中学生の時から書き溜めていたノートを基にしており、うちセレーネは最初の段階から存在していた。

## Webラジオ
聖鍵遣いの命題 先史文明中央情報管理局広報部
2016年1月29日より音泉にて配信開始、第2回より隔週金曜日更新、第7回より毎週金曜日更新、第11回より隔週金曜日更新、6月24日（第12回）に最終回にて配信終了。パーソナリティは藤咲ウサ（セレーネ・グランセル 役）、在原ほたる（スピアーノ・グランセル）。
先史文明中央情報管理局広報部 ファイン!!
2016年7月8日から2017年12月15日まで音泉にて配信された。毎月第2金曜日更新。パーソナリティは藤咲ウサ、在原ほたる。